# Leuchtturm Hörnum

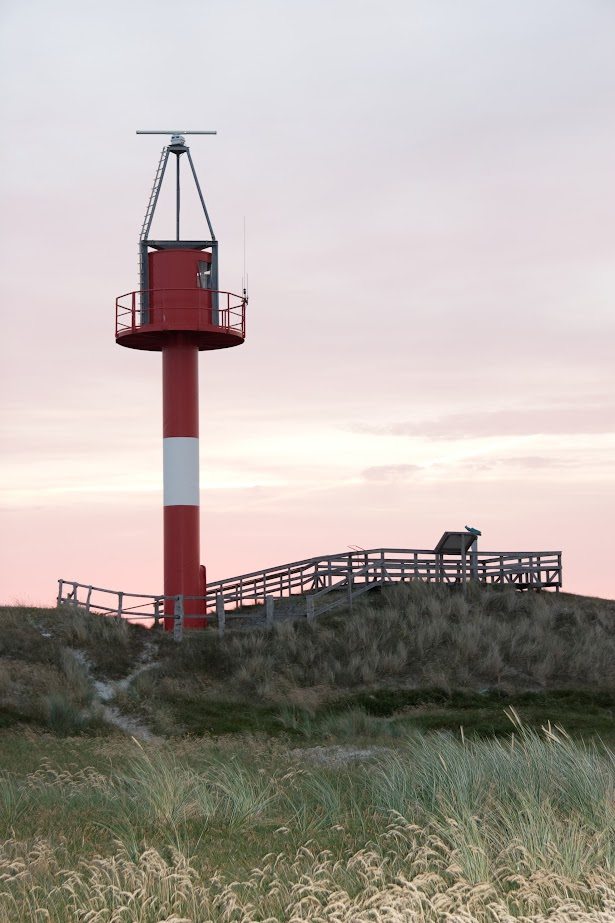
Ehemaliges Unterfeuer Hörnum in 2010

Der Leuchtturm Hörnum ist ein Leuchtturm auf einer 16 Meter hohen Düne bei Hörnum im Süden der Insel Sylt. Der rote Turm trägt ein weißes Band und zwei Galerien.

## Technische Daten
Der 34 m hohe Turm hat eine Feuerhöhe von 48 m über NN und eine maximale Tragweite des Feuers von 19 sm. Er wird elektrisch betrieben und verfügt über eine Drehspiegel-Optik, die innerhalb von 9 Sekunden (sog. Wiederkehr, s. „Kennung“) zwei Blitze (<2 Sek.) aussendet (Blz.(2) 9s). Er dient als See- und Orientierungsfeuer.

## Geschichte
Die Grundsteinlegung des Leuchtturmes erfolgte im Januar 1907. Am 8. August 1907 wurde er in Betrieb genommen. Seit Ende des Jahres 1977 ist der Turm ferngesteuert.

## Unterfeuer
Ungefähr 800 Meter südlich des Leuchtturms befand sich seit Inbetriebnahme des Leuchtturms ein zusätzliches Unterfeuer, um Schiffen den Weg durch das flache Hörnumtief an der Südspitze der Insel Sylt zu weisen. Das Unterfeuer wurde mehrfach umgebaut. Nachdem 1979 nach einer Sturmflut das Unterfeuergebäude auf den Strand stürzte, wurde ein Neubau errichtet. Letzterer bestand aus einem roten Rundturm mit weißem Band aus Stahl, erhob sich 20 Meter über der Wasseroberfläche und hatte eine Reichweite von 14 Seemeilen. Das Unterfeuer zeigte ein rotes Licht. Nachdem es 1995 außer Betrieb genommen wurde, beherbergte es eine Radarstation.
Im November 2013 wurde das Unterfeuer nach einer weiteren Sturmflut abgebaut. Seit Januar 2018 steht es, finanziert durch Spendengelder, in einem kleinen Park an der Rantumer Straße im Ortskern von Hörnum.

## Besonderheiten
- Der Leuchtturm Hörnum ist mit den fast baugleichen Leuchttürmen Westerheversand und Pellworm Teil einer Serienproduktion der ehemaligen Isselburger Hütte in Isselburg im westlichen Münsterland. Die Türme wurden aus verschraubten Gusseisenplatten, sogenannten Tübbings, errichtet.
- Von 1914 bis 1933 war in einem Zimmer des Leuchtturmes etwa in Höhe des weißen Ringes Deutschlands kleinste Schule mit zwei bis fünf Schülern beheimatet.
- Der Leuchtturm kann besichtigt werden und es besteht die Möglichkeit, dort den Bund fürs Leben einzugehen.
- Im Jahr 2007 erschien in Deutschland eine Sonderbriefmarke in der Serie „Leuchttürme“, auf der der Leuchtturm Hörnum abgebildet ist.

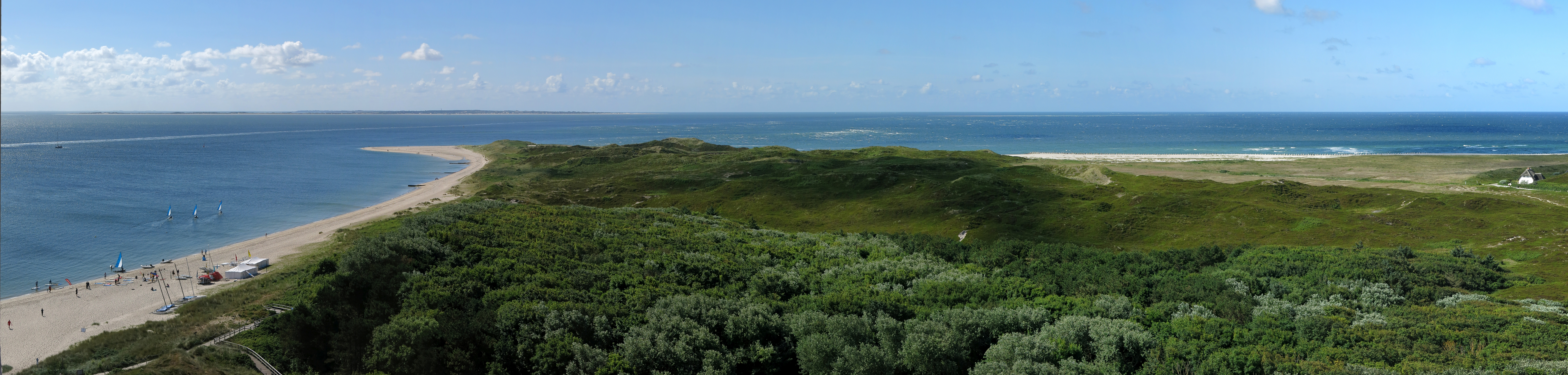
Blick von der Aussichtsplattform auf die Hörnum-Odde